# 农桑辑要
農桑輯要，全書共有七卷，由元朝大司農司根據《齊民要術》、《務本新書》等書編撰，至元十年（1273年）成書。
《農桑輯要》主要敘述中國北方的農桑技術，一般認為孟祺、暢師文和苗好謙等曾參與編修，共有六萬五千多字。《農桑輯要》共分十門：典訓、耕墾、播種、裁桑、養蠶、瓜菜、果實、竹木、藥草、孳畜。內容引自《齊民要術》、《士農必用》、《務本新書》、《四時纂要》、《韓氏直說》等書，去其迷信無稽之說，取其精華。至元二十三年和延祐五年（1286年～1318年）暢師文和苗好謙先後修訂，增添了南方的栽桑育蠶技術。
本書在元代重刊多次，北方甚為流行。《四庫全書總目提要》評價：“詳而不蕪，簡而有要，於農家最為善本。”日本學者天野元之助將此書和《齊民要術》、《王祯农书》、《授時通考》、《農政全書》合稱為“中國五大古農書”。目前流行版本是清代編修《四庫全書》時輯自《永樂大典》，但錯漏頗多，應以元刊本為準。石聲漢有校注本。